# Clic
Clic – polski mikrosamochód, który miał być produkowany przez firmę Clic Car Corporation Sp. z o.o. od 2005 roku. Prace konstrukcyjne nie wyszły poza budowę prototypów wersji Clic Mini i jej pochodnych.

## Historia
Projekt Clica powstał z inicjatywy Wacława Stevnerta, który już w 1993 roku chciał zrealizować idee produkcji minisamochodu na potrzeby jazdy miejskiej. Szansa na realizację pomysłu pojawiła się w 2001 roku. Zarejestrowano wtedy przedsiębiorstwo Clic Car Corporation i rozpoczęto prace koncepcyjno-projektowe nad pojazdem; w pracach uczestniczyli młodzi absolwenci warszawskiej ASP.
Założeniem projektantów było zbudowanie pojazdu z aluminiowym nadwoziem opartym na stalowej ramie, miejscem kierowcy umieszczonym centralnie i dużą tylną szybą. Silnik pojazdu miał być sprzężony z dwustopniową skrzynią biegów Variomatic. W 2002 roku zbudowane zostały modele pojazdów w skali 1:1 i 1:5. W drugiej połowie 2002 roku przedsiębiorstwo nawiązało współpracę z Polską Fabryką Samochodów (PFS) i przeniosło się do pomieszczeń po zlikwidowanym oddziale FSO – FSO ZSD w Nysie, gdzie przy pomocy miejscowych inżynierów i specjalistów stworzono pierwsze jeżdżące prototypy. Do końca 2003 roku powstało kilkanaście modeli wersji przedseryjnej. Przeprowadzono też wszystkie testy homologacyjne. Pod koniec 2003 roku dwa modele – samochód Clic Mini Cargo oraz Clic Mini Pick Up otrzymały świadectwa homologacyjne.
Na początku 2004 roku ze względu na zerwanie współpracy z PFS przedsiębiorstwo Clic Car Corporation zmieniło siedzibę. Nowym miejscem produkcji i badań stał się zakład w Pruszkowie. Na targach motoryzacyjnych Poznań Motor Show 2005 zaprezentowane zostały dwa prototypy Clica: Clic Mini Pick Up i Clic Mini Cabrio.
W 2005 roku w związku z bankructwem Clic Car Corporation projekt samochodu upadł.

## Modele
Według założeń producenta planowana była produkcja następujących modeli:
- Clic - trzyosobowy samochód miejski wyposażony w ABS i poduszkę powietrzną.
- Clic Mini - dwuosobowy samochód miejski.
- Clic Mini Cabrio - wersja oparta na pojeździe Clic Mini, dwuosobowy kabriolet.
- Clic Mini Cargo - wersja oparta na pojeździe Clic Mini, dwuosobowy samochód dostawczo-transportowy.
- Clic Mini Ice Cube - wersja oparta na pojeździe Clic Mini, dwuosobowy samochód dostawczy (chłodnia).
- Clic Mini Pick Up - wersja oparta na pojeździe Clic Mini, dwuosobowy samochód dostawczo-transportowy (pick-up).

## Dane techniczne modelu Clic Mini
Opracowano na podstawie materiału źródłowego
- Miejski samochód 2-osobowy przeznaczony dla osób z prawem jazdy kategorii B1.
- Nadwozie z tworzywa ABS, wyposażone w klatkę bezpieczeństwa spawaną z profili stalowych.
- Długość - 2500 mm
- Szerokość - 1500 mm
- Wysokość - 1550 mm
- Rozstaw osi - 1590 mm
- Napęd - przedni
- Silnik (opcje): 
  - Lombardini LGW 523 z gaźnikiem - 2-cylindrowy, chłodzony cieczą, 4-suwowy, poj. 505 cm, moc maks. 13.5kW (18.25 KM) przy 5000 obr./min, max. moment obrotowy 38 Nm przy 2200 obr./min.
  - Lombardini LGW 523 z wtryskiem paliwa MPI - 2-cylindrowy, chłodzony cieczą, 4-suwowy, poj. 505 cm, moc maks. 17kW (23 KM) przy 5000 obr./min, max. moment obrotowy 36.3 Nm przy 2200 obr./min.
  - Lombardini LDW 502 (diesel) - 2-cylindrowy, chłodzony cieczą, 4-suwowy, poj. 505 cm, moc maks. 9.8kW (13.4 KM) przy 5000 obr./min, max. moment obrotowy 28.7 Nm przy 2400 obr./min.
  - Lombardini LDW 702 (diesel) - 2-cylindrowy, chłodzony cieczą, 4-suwowy, poj. 686 cm, moc maks. 12.5kW (17 KM) przy 5000 obr./min, max. moment obrotowy 39.5 Nm przy 2000 obr./min.
- Automatyczna, bezstopniowa skrzynia biegów typu Variomatic.
- Prędkość maksymalna - ok. 105 km/h
- Zużycie paliwa - 3,5 l / 100 km
- Hamulce: przednie - tarczowe, tylne - bębnowe
- Ogumienie 135 R13
- Masa własna - 525 kg
- Dopuszczalna masa całkowita - 745 kg